# 布里苏萨尔希亚克
布里苏萨尔希亚克（法語：Brie-sous-Archiac，法語發音：[bʁi su.z‿aʁʃjak]，意为“阿尔希亚克下方的布里”）是法国滨海夏朗德省的一个市镇，位于该省东部偏南，属于容扎克区。

## 地理
布里苏萨尔希亚克（45°28'20"N, 0°17'35"W）面积7.49 平方千米，位于法国新阿基坦大区滨海夏朗德省，该省份为法国西部滨海省份，北起旺代省，西临大西洋，南至吉倫特省，东南接多爾多涅省，东北接德塞夫勒省接壤，东临夏朗德省。
与布里苏萨尔希亚克接壤的市镇（或旧市镇、城区）包括：甘村、阿拉尚帕尼、阿尔特纳克、圣西耶香槟、圣欧仁。

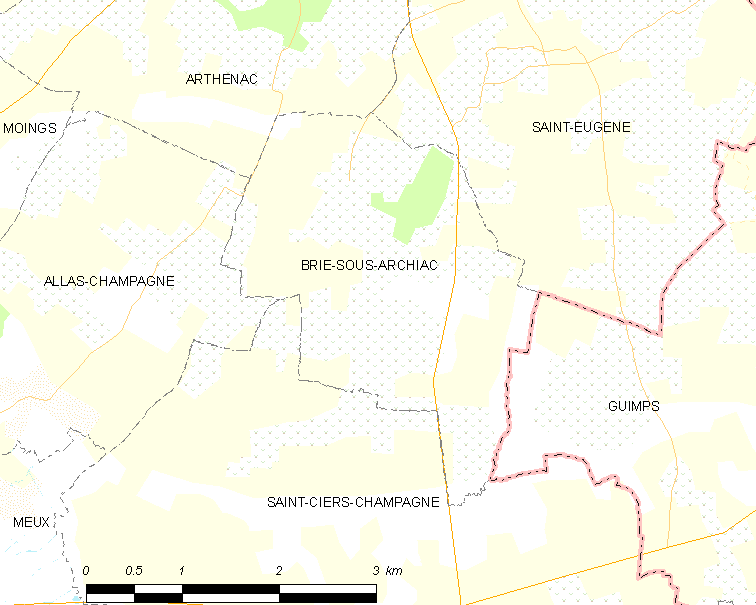
布里苏萨尔希亚克的OSM定位图

布里苏萨尔希亚克的时区为UTC+01:00、UTC+02:00（夏令时）。

## 行政
布里苏萨尔希亚克的邮政编码为17520，INSEE市镇编码为17066。

## 政治
布里苏萨尔希亚克所属的省级选区为容扎克县。

## 人口

1962-2008年间布里苏萨尔希亚克人口变化图示

布里苏萨尔希亚克于2022年1月1日时的人口数量为225人。